# Dąbrowa Biskupia (gmina)
Dąbrowa Biskupia – gmina wiejska w Polsce położona w województwie kujawsko-pomorskim, w powiecie inowrocławskim. W latach 1975–1998 gmina administracyjnie należała do województwa bydgoskiego.
Siedzibą gminy jest Dąbrowa Biskupia.
Według danych z 30 czerwca 2004 gminę zamieszkiwały 5254 osoby.

## Struktura powierzchni
Według danych z roku 2002 gmina Dąbrowa Biskupia ma obszar 147,44 km², w tym:
- użytki rolne: 73%
- użytki leśne: 19%

Gmina stanowi 12,04% powierzchni powiatu.

## Ochrona przyrody
Na terenie gminy znajdują się 2 rezerwaty przyrody:
- Rezerwat przyrody Balczewo – faunistyczny, chroni siedliska ptactwa wodnego i błotnego
- Rezerwat przyrody Rejna – florystyczny, chroni stanowisko wiśni karłowatej

## Demografia
Dane z 30 czerwca 2004:
| Opis                              | Ogółem | Ogółem | Kobiety | Kobiety | Mężczyźni | Mężczyźni |
| --------------------------------- | ------ | ------ | ------- | ------- | --------- | --------- |
| Jednostka                         | osób   | %      | osób    | %       | osób      | %         |
| Populacja                         | 5254   | 100    | 2622    | 49,9    | 2632      | 50,1      |
| Gęstość zaludnienia [mieszk./km²] | 35,6   | 35,6   | 17,8    | 17,8    | 17,9      | 17,9      |

- Piramida wieku mieszkańców gminy Dąbrowa Biskupia w 2014 roku[1].

## Zabytki
Wykaz zarejestrowanych zabytków nieruchomych na terenie gminy:
- zespół dworski z przełomu XIX/XX w miejscowości Parchanie, obejmujący: dwór; park, nr A/1004/1-2 z 04.09.1995 roku
- drewniany kościół parafii pod wezwaniem św. Mikołaja z lat 1718-1738 w miejscowości Pieranie, nr 124/31 AK z 11.03.1931 roku
- zespół dworski z ok. 1910 roku w miejscowości Sobiesiernie, obejmujący: dwór; park, nr A/399/1-2 z 21.02.1994 roku
- zespół dworski w Woli Stanomińskiej, obejmujący: dwór z ok. 1920-1925; park, nr A/207/1-2 z 15.05.1987 roku.

## Sołectwa
Brudnia, Chlewiska, Chróstowo-Walentynowo, Dąbrowa Biskupia, Konary-Dziewa, Mleczkowo, Modliborzyce, Nowy Dwór, Ośniszczewko, Ośniszczewo, Parchanie, Parchanki, Pieranie, Przybysław, Radojewice, Stanomin, Wola Stanomińska, Wonorze, Zagajewice, Zagajewiczki.

## Miejscowości bez statusu sołectwa
Bąkowo, Głojkowo, Niemojewo, Pieczyska, Rejna, Sobiesiernie.

## Sąsiednie gminy
Aleksandrów Kujawski, Dobre, Gniewkowo, Inowrocław, Koneck, Kruszwica, Zakrzewo